# 費爾頓 (明尼蘇達州)
費爾頓（英語：Felton）是一個位於美國明尼蘇達州克萊縣的城市。

## 人口
根據2020年美國人口普查的數據，費爾頓的面積為2.63平方千米，當中陸地面積為2.63平方千米，而水域面積為0.00平方千米。當地共有人口177人，而人口密度為每平方千米67人。